# Roberto Pereyra
Roberto Maximiliano Pereyra (* 7. ledna 1991, San Miguel de Tucumán, Argentina) je argentinský fotbalový záložník a reprezentant, v současnosti působí v klubu Watford FC.

## Klubová kariéra
- CA River Plate (mládež)
- CA River Plate 2008–2011
- Udinese Calcio 2011–2015
- →  Juventus FC (hostování) 2014–2015
- Juventus FC 2015–2016
- Watford FC 2016–

## Reprezentační kariéra
Zúčastnil se Mistrovství světa hráčů do 20 let 2011 v Kolumbii, kde Argentina vypadla ve čtvrtfinále s Portugalskem v penaltovém rozstřelu po výsledku 4:5 (po prodloužení byl stav 0:0).
Od roku 2014 je členem reprezentačního A-mužstva Argentiny.